# Jean-Claude Marobe
Jean-Claude Lolody Marobe (ur. 18 czerwca 1993 w Toamasinie) – madagaskarski piłkarz grający na pozycji środkowego obrońcy. Od 2017 jest zawodnikiem klubu Fosa Juniors FC.

## Kariera klubowa
Swoja piłkarską karierę Marobe rozpoczął w klubie Fosa Juniors FC. Zadebiutował w nim w 2015 roku. W 2016 roku grał w AS Adema, a w 2017 wrócił do Fosa Juniors FC. Wywalczył z nim dwa mistrzostwa Madagaskaru w sezonach 2019 i 2022/2023, wicemistrzostwo w sezonie 2018 oraz zdobył Puchar Madagaskaru w 2017 roku.

## Kariera reprezentacyjna
W reprezentacji Madagaskaru Marobe zadebiutował 25 maja 2015 roku w wygranym 2:1 meczu COSAFA Cup 2015 z Ghaną, rozegranym w Rustenburgu.